# Connaissance de l’Orient
Connaissance de l’Orient (Kenntnis des Orients) ist eine französischsprachige Buchreihe im Verlag Gallimard, die 1956 von dem französischen Sinologen René Etiemble (1909–2002) gegründet und anschließend seit 1991 von dem Sinologen Jacques Dars (1937–2010) herausgegeben wurde. Die Buchreihe wurde als eine orientalische Reihe der Collection UNESCO d’œuvres représentatives (UNESCO-Sammlung repräsentativer Werke) erstellt. Sie umfasst mehrere Unterreihen: ägyptisch, altägyptisch, arabisch, bengalisch, chinesisch, indisch, japanisch, koreanisch, malaiisch, mongolisch, pakistani, persisch, philippinisch, tibetisch, vietnamesisch & zentralasiatisch.

## Übersicht

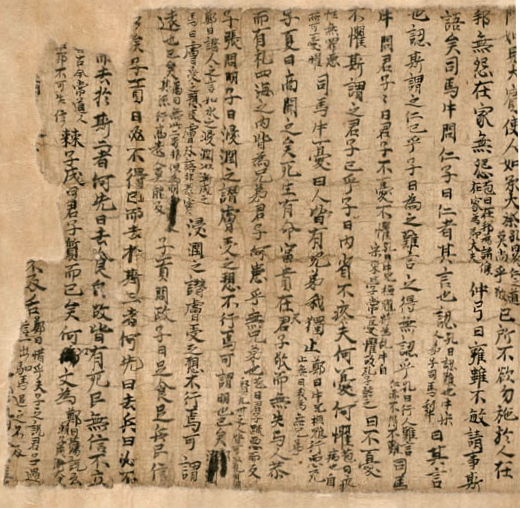
Gespräche des Konfuzius. Manuskript aus Dunhuang.

### Série chinoise
Anthologien, Sammelwerke, anonyme Werke
- (16) Anthologie de la poésie chinoise classique. dir. Paul Demiéville, (1re éd. 1962) Réédition 1982, coll. « Poésie Gallimard », 1982, ISBN 978-2-07-032219-0.
- (69) Anthologie des mythes et légendes de la chine ancienne. choisis, présentés, traduits et indexés par Rémi Mathieu, 1989, ISBN 978-2-07-071677-7.
- L’Antre aux fantômes des collines de l’Ouest (Sept contes chinois anciens xiie–xive), trad. André Lévy et René Goldman, 1re éd. 1972), 1987, ISBN 978-2-07-071169-7
- Contes de la montagne sereine. trad. présentation et notes Jacques Dars, Préface Jeannine Khon-Etiemble, 1987, ISBN 2-07-070840-3
- (111) Élégies de Chu. Chu ci. trad. introduction et notes Rémi Mathieu, 2004, ISBN 2-07-077092-3 Attribuées à Qu Yuan, Song Yu et autres poètes chinois de l'Antiquité (IVe siècle av. J.-C. - IIe siècle apr. J.-C.
- Poètes bouddhistes des Tang. trad. présentation et notes Paul Jacob, 1988 (1ed 1987), ISBN 2-07-071092-0
- Le Poisson de jade et l’épingle au phénix. Douze contes chinois du XVIIe siècle. édition et trad. Rainier Lanselle, préface André Lévy, (1re éd. 1987). 1991, ISBN 978-2-07-072260-0
- Vacances du pouvoir. Poèmes des Tang. édition et trad. Paul Jacob, 1983, ISBN 2-07-024516-0

Autoren
- (119) Aina Jushi, Propos oisifs sous la tonnelle aux haricots. trad. présentation et notes Claire Lebeaupin, 2010, ISBN 978-2-07-012726-9
- Chen Fou, Récits d’une vie fugitive. Mémoires d’un lettré pauvre. trad. Jacques Reclus, (1re éd. 1967), 1986, ISBN 2-07-070636-2
- Confucius, Les Entretiens de Confucius. trad. Pierre Ryckmans, (1re éd. 1987), 1989 ISBN 978-2-07-071790-3 Réédition, coll. « folio sagesse », 2004 ISBN 978-2-07-030531-5
- (98) Dai Mingshi, Recueil de la montagne du Sud. trad. introduction et notes Pierre-Henri Durand, 1998, 320 S. ISBN 2-07-074127-3
- Gan Bao, À la recherche des esprits. Récits tirés du «Sou Shen Ji». trad. Chang Fu-jui, Roger Darrobers, Lionel Epstein, Sarah Hart, Rainier Lanselle, Jean Levi, André Lévy et Rémi Mathieu, introduction et notes Rémi Mathieu, 1992, ISBN 2-07-072767-X
- (100) Ge Hong, La Voie des Divins Immortels . Les chapitres discursifs du «Baopuzi neipian». trad. introduction et notes Philippe Che, 1999 (240 p.) ISBN 978-2-07-075420-5
- (99) Ji Yun, Passe-temps d’un été à Luanyang. trad. présentation et notes Jacques Dars, 1998, 592 S. ISBN 2-07-075428-6
- Kouo Mo-jo, Autobiographie. Mes années d’enfance. trad. Pierre Ryckmans, (1re éd. 1970), 1991, 196 S. ISBN 2-07-072280-5
- Kouo Mo-jo, K’iu Yuan. trad. Liang Pai-tchin, 1957, 1988, 210 S. ISBN 2-07-071476-4
- Kouo Mo-jo, Poèmes. trad. Michelle Loi
- Lao Tseu, Tao tö king. trad. Liou Kia-hway, (1re éd. 1967), 1990, ISBN 978-2-07-071952-5
- Li Bai,  Florilège. trad. Paul Jacob, 1985, 280 S. ISBN 2-07-070352-5
- (115) Li He, Poèmes. trad. Marie-Thérèse Lambert, préface et notes Guy Degen, 2007, ISBN 978-2-07-078166-9
- Li Qingzhao, Œuvres poétiques complètes. trad. Liang Paitchin, 1977, ISBN 2-07-029633-4
- Lie Tseu, Le Vrai Classique du vide parfait. trad. introduction et notes Benedykt Grynpas, (1re éd. 1961), 1989, 238 S. ISBN 978-2-07-071787-3 Coll «Folio essais», 2011 ISBN 978-2-07-044135-8
- Lieou Ngo, L’Odyssée de Lao Ts’an. trad. Chen Tcheng, (1re éd. 1964), 1990, ISBN 2-07-071950-2
- Ling Mong-Tch’ou, L’Amour de la renarde. (Marchands et lettrés de la vieille Chine. Douze conte du xviie). trad. André Lévy, (1re éd. 1970), 1988, 294 S. ISBN 2-07-071329-6
- (94) Liu Shao, Traité des caractères. trad présentation et notes Anne-Marie Lara, 1997, ISBN 2-07-074733-6
- Lou Siun, Contes anciens à notre manière. trad. introduction et notes Li Tche-houa, (1re éd. 1959), 1988, ISBN 2-07-071327-X
- Luxun, Brève histoire du roman chinois. trad Charles Bissotto, 1993, « format poche », ISBN 2-07-072733-5
- P’ou Song-ling, Contes extraordinaires du Pavillon du loisir. trad. Jacques et Patricia Guillermaz, Yves Hervouet, Max et Odile Kaltenmark, Li Tche-houa, Robert Ruhlmann et Tchang Fou-jouei, sous la direction de Yves Hervouet , (1re éd. 1969), 1987, ISBN 2-07-070923-X
- Qian Zhongshu, Hommes, bêtes et démons. trad. introduction et notes Sun Chaoying, « format poche », 1994, ISBN 2-07-073966-X
- Su Manshu, Les larmes rouges du bout du monde. trad Dong Chun et Gilbert Souffert. Préface d’Étiemble, 1989, ISBN 2-07-071483-7
- Tang Zhen, Ecrits d’un sage encore inconnu. trad présentation et notes Jacques Gernet, 1992, ISBN 2-07-072440-9
- Tao Yuan-ming, Œuvres complètes. trad. présentation et notes Paul Jacob, 1990, ISBN 2-07-071681-3
- Tcheng T’ing-yu, Ts’in Kien-fou, Le Signe de patience et autres pièces du Théâtre des Yuan. trad. Li Tche-houa, (1re éd. 1963), 1992, 378 S. ISBN 2-07-072431-X
- Tchouang-tseu, Œuvre complète. trad. Liou Kia-hway, (1re éd. 1969), 1985, ISBN 978-2-07-070529-0
- (96) Wang Chong, Discussions critiques. trad. introduction et notes Nicolas Zufferey, 1997, ISBN 2-07-074636-4
- Wang Wei, Paysages : Miroir du cœur. trad Wei Penn Chang et Lucien Drivod, ed. bilingue, 1990, ISBN 2-07-070253-7
- Wou King-tseu, Chronique indiscrète des mandarins. trad. Tchang Fou-jouei, 2 Bände (1re éd. 1976), 1986 , Band 1, ISBN 2-07-070746-6, Band 2, ISBN 2-07-070747-4.
- Xu Xiake, Randonnées aux sites sublimes. trad. introduction et notes Jacques Dars, 1993, ISBN 2-07-073341-6
- Wu Yuantai, Pérégrination vers l’est. trad. introduction et notes Nadine Perront, format poche, 1993, ISBN 2-07-073387-4
- (121) Yuan Mei, Ce dont le Maître ne parlait pas. trad. introduction et notes Chang Fu-jui, Jacqueline Chang, Jean-Pierre Diény, 2001. ISBN 978-2-07-013183-9 --
- Zhang Dai, Souvenirs rêvés de Tao’an. trad. introduction et notes Brigitte Teboul-Wang, 1995, ISBN 2-07-073637-7

### Série indienne
- Anonymes: Yogayājñavalkyam. Corps et âme, le yoga selon Yājñavalkya. Trad. du sanskrit par Philippe Geenen. Introduction et notes de Philippe Geenens. 2000
- Au cabaret de l’amour (Paroles de Kabir), trad. du hindî Charlotte Vaudeville, 1959
- Choix de Jâtaka. extraits des vies antérieures du Bouddha, trad. du pâli Ginette Terral
- Contes du vampire. trad. du sanskrit Louis Renou, 1963
- Hymnes spéculatifs du Véda. trad. Louis Renou, 1956
- (109) Jainendra Kumar: Un Amour sans mesure. Présenté et annoté par la traductrice. Trad. du hindi par Annie Montaut. 2004
- La Chute de Yayâti (extraits du Mahâbhârata), trad. Gilles Schaufelberger et Guy Vincent, 1992
- Les Questions de Milinda (Milinda-pañha)
- (24) Mythes et légendes extraits des Brâhmanas. trad. Jean Varenne
- Pañcatantra. trad. du sanskrit Édouard Lancereau, 1965
- Upanishads du Yoga. trad. du sanskrit Jean Varenne
- Bankim Chandra Chatterji, Le Testament de Krishnokanto. trad. du bengali Nandadulal Dé
- (112) Bankim Chandra Chatterji: Celle qui portait des crânes en boucles d’oreilles  (Kapalkundala). Trad. du bengali par France Bhattacharya. Introduction de France Bhattacharya. 2005
- Bhairava Prasâd Gupta, Gange, ô ma mère
- Bibhouti Bhousan Banerji, La Complainte du sentier. trad. France Bhattacharya, 1969.
- (92) Kālidāsa: Théâtre. Trad. du sanskrit et du prâkrit, préfacé et annoté par Lyne Bansat-Boudon. Ce volume contient : Śakuntalā au signe de reconnaissance – Urvaśī conquise par la vaillance – Mālavikā et Agnimitra. 1996
- Kalidasa, La Naissance de Kumara. trad. du sanskrit Bernadette Tubini, 1957
- (107) Nāgārjuna: Stances du milieu par excellence  (Madhyamaka-kārikās). Trad. du sanskrit par Guy Bugault. Introduction et notes de Guy Bugault. 2002
- (108) Nâmdev: Psaumes du tailleur ou La religion de l’Inde profonde. La religion de l’Inde profonde. Commentaires du traducteur. Trad. du marathi par Guy Deleury. Édition bilingue. 2003
- Prince Ilangô Adigal, Le Roman de l’anneau. trad. du tamoul Alain Daniélou et R. S. Desikan, 1961
- Rabîndranâth Tagore, La Fugitive. suivi Poèmes de Kabir
- Rabindranath Tagore, Mashi
- Rabindranath Tagore, Souvenirs
- (116) Rabindranath Tagore: L’écrin vert. Trad. du bengali par Saraju Gita Banerjee. Introduction et notes de Saraju Gita Banerjee. 2008
- Sour-Dâs, Pastorales. trad. de la langue braj Charlotte Vaudeville
- Toukaram, Psaumes du pèlerin. trad. G.-A. Deleury
- Taha Shankar Banerji, Râdhâ au lotus et autres nouvelles. trad. du bengali France Bhattacharya

### Série japonaise
- Anthologie de la poésie japonaise classique. trad. G. Renondeau
- Contes d’Ise. trad. G. Renondeau
- De serpents galants et d’autres (Contes folkloriques japonais)
- (118) Chikamatsu Hanji: Imoseyama ou L’éducation des femmes. Drame fantastique en cinq parties. Trad. du japonais par Jeanne Sigée. Introduction et notes de Jeanne Sigée. 2009
- Histoires qui sont maintenant du passé. trad. Bernard Frank
- Akutagawa Ryūnosuke, Rashomon et autres contes, trad. Arimasa Mori
- Ihara Saikaku, Cinq amoureuses. trad. Georges Bonmarchand
- Ihara Saikaku, Vie d’une amie de la volupté. trad. Georges Bonmarchand
- Mori Ogai, Vita sexualis (ou L’apprentissage amoureux du professeur Kanai Shizuka). trad. Amina Okada, 1981
- Nagaï Kafû, La Sumida. trad. Pierre Faure
- Nagaï Kafû, Une histoire singulière à l’est du fleuve
- Natsumé Sôséki, Je suis un chat
- Natsumé Sôséki, Le Pauvre Cœur des hommes. trad. Hiroguchi Gaigaku et Georges Bonneau
- (97) Ono no Komachi: Visages cachés, sentiments mêlés. Trad. du japonais par Armen Godel et Koichi Kano. Introduction et notes d’Armen Godel. Ce volume contient : Le Livre poétique d’Ono no Komachi – Les Cinq nô du cycle Komachi – Le Dit de Komachi. 1997
- Dazaï Osamu, La Déchéance d’un homme
- (104) Ryôkan, Teishin: La Rosée d’un lotus (Hachisu no tsuyu). Présentation et notes du traducteur. Trad. du japonais par Alain-Louis Colas. Édition bilingu. 2002
- Sei Shônagon, Notes de chevet, trad. André Beaujard, 1966
- (117) Shiga Naoya: Errances dans la nuit. Trad. du japonais, préfacé et annoté par Marc Mécréant. 2008
- Uéda Akinari, Contes de pluie et de lune. trad. René Sieffert
- Urabe Kenkô, Les Heures oisives. Kamo no Chōmei, Notes de ma cabane de moine. trad. Charles Grosbois, Tomiko Yoshida et le R.P. Sauveur Candau
- Zeami, La Tradition secrète du Nô. suivie de Une journée de Nô. trad. René Sieffert

### Série coréenne
- Sin Kyǒngnim: Le Rêve d’un homme abattu. Choix de poèmes. Trad. du coréen par Patrick Maurus. Introduction et notes de Patrick Maurus. Relu par Ch’oe Yun. 1995
- (113) Collectif: Ivresse de brumes, griserie de nuages. Poésie bouddhique coréenne (XIIIe–XVIe siècle). Édition et trad. du chinois et du sino-coréen par Ok-sung Ann-Baron. Avec la collaboration de Jean-François Baron. Édition bilingue. 2006

### Série persane
- Anthologie de la poésie persane (xie–xxe). dir. Z. Safâ, 1964
- Mowlânâ (Roumi): Le Livre de Chams de Tabriz. Cent poèmes Annotations des traducteurs. Trad. du persan par Jean-Claude Carrière et Mahin et Nahal Tajadod. 1993
- Gul-Badan Baygam: Le Livre de Humâyûn. Trad. du persan par Pierre Piffaretti. Édition de Jean-Louis Bacqué-Grammont. Édition complétée d’extraits de chroniques persanes. 1996
- (120) Hâfez de Chiraz: Cent un ghazals amoureux. Trad. du persan par Gilbert Lazard. Introduction et notes de Gilbert Lazard. 2010
- (106) Omar Khayyâm: Cent un quatrains de libre pensée (Robâïât). Trad. du persan par Gilbert Lazard. Introduction de Gilbert Lazard. Édition bilingue. 2002
- (105) Mahmoud Dowlatabadi: Cinq histoires cruelles: Annotations de la traductrice. Trad. du persan par Michèle Brognetti. Préface d’Hossein Esmaili. 2002
- (102) Nezâmî de Gandjeh: Le Pavillon des Sept Princesses. Trad. du persan par Michael Barry. Introduction et notes de Michael Barry. 2000
- Sa’d al-Dîn Varâvini: Contes du prince Marzbân. Présenté et annoté par Marie-Hélène Ponroy. Trad. du persan par Marie-Hélène Ponroy. Préface de Charles-Henri de Fouchécour. 1992

### Série vietnamienne
- Nguyên-Du, Kim Vân Kiêu. trad. Xuân-Phuc et Xuân-Viêt
- Nguyen-Dû, Vaste recueil de légendes merveilleuses. trad. Nguyên-Tran-Huan
- (114) Hoàng Ngoc Phách: Un cœur pur. Le roman de Tô Tâm. Trad. du vietnamien, préfacé et annoté par Emmanuel Lê Oc Mach et Michèle Sullivan. 2006

### Série arabe
- Ibn Baṭṭûṭa: Voyages et périples choisis. Trad. de l’arabe (Maroc), préfacé et annoté par Paule Charles-Dominique. 1992
- Taha Hussein: Au-delà du Nil
- (110) al-Washshâ’: Le Livre de brocart ou La société raffinée de Bagdad au Xe siècle (al-Kitâb al-Muwashshâ). Trad. de l’arabe (Irak) par Siham Bouhlal. Introduction et notes de Siham Bouhlal. 2004

### Série tibétaine
- Nyoshül Khen Rinpoché (Jamyang Dorjé): Le Chant d’illusion et autres poèmes. Trad. du tibétain par Stéphane Arguillère. Introduction et notes de Stéphane Arguillère. 2011

### Série pakistanaise
- Mîr Taqî «Mîr»: Masnavîs. Poèmes d’amour de l’Inde moghole. Trad. de l’ourdou par Denis Matringe. 1993

### Série bengalie
- (95) Rabindranath Tagore: L’Esquif d’or. Anthologie de l’œuvre poétique. Trad. du bengali par Saraju Gita Banerjee. Préface de Louis Frédéric, introduction et notes de Saraju Gita Banerjee. 1997

### Série égyptienne
- Hussein Faouzi: Un Sindbad moderne. Trad. de l’arabe (Égypte) par Diane Potier-Boès. Préface d’Étiemble. 1988

### Série Égypte ancienne
- Anonymes: Textes sacrés et textes profanes de l’ancienne Égypte. Band II : Mythes, contes et poésie. Trad. de l’égyptien par Claire Lalouette. Préface de Pierre Grimal. 1987

### Série mongole
- Histoire secrète des Mongols. Chronique mongole du XIIIe siècle Contient deux cartes [Mongghol-un ni’uca tobciyan]. Trad. du mongol par Marie-Dominique Even et Rodica Pop. Préface de Roberte N. Hamayon, introduction et notes de Marie-Dominique Even et Rodica Pop. 1994

### Série Asie centrale
- Machrab, Le Vagabond flamboyant. Anecdotes et poèmes soufis. Avec la collaboration de Jean-Pierre Balpe. Trad. de l’ouzbek et préfacé par Hamid Ismaïlov. 1993
- Sayd Bahodine Majrouh: Le Suicide et le chant. Poésie populaire des femmes pashtounes. Adapt. du pashtou par André Velter. Introduction d’André Velter. 1994

### Série philippine
- José Rizal: N’y touchez pas ! Trad. de l’espagnol (Philippines) par Jovita Ventura Castro. Préface d’Étiemble. Avant-propos du traducteur. 1980

### Série malaise
- Anonymes: Sonorités pour adoucir le souci. Poésie traditionnelle de l’archipel malais. Trad. du malais par Georges Voisset. Introduction et notes de Georges Voisset. 1996